# Ältsjön (Almunge socken, Uppland, 663748-161911)
Ältsjön är en sjö i Uppsala kommun i Uppland och ingår i Norrströms huvudavrinningsområde.